# Abag Qi
Abag Qi (chorągiew Abag; chiń. 阿巴嘎旗; pinyin: Ābāgā Qí) – chorągiew w północnych Chinach, w regionie autonomicznym Mongolia Wewnętrzna, w związku Xilin Gol. W 1999 roku liczyła 41 589 mieszkańców.